# Sestetto (Poulenc)
Il Sestetto FP100 è una composizione dell'autore francese Francis Poulenc, scritta nel 1932 e revisionata e definitivamente pubblicata nel 1939.

## Storia
Il Sestetto di Poulenc è un'opera inusuale nel panorama musicale cameristico dell'epoca: non esistevano precedenti riferimenti ad una formazione composta da pianoforte e quintetto a fiato. Prima di quest'opera, Poulenc aveva già scritto "Aubade" per pianoforte e 17 strumenti (1928), opera che ha consolidato la sua capacità nella scrittura per quintetto di fiati. I primi anni venti furono per Poulenc molto intensi dal punto di vista della musica da camera: sperimentò diverse combinazioni inusuali, con discreti successi ("Sonata per corno, tromba e trombone", "Trio per oboe, fagotto e pianoforte", "Sonata per clarinetto e fagotto").

L'opera venne scritta nel 1932 (è coeva dunque al "Concerto per due pianoforti e orchestra") e fu eseguita per la prima volta il 13 dicembre 1933. Dopo questa première il Sestetto non venne ripreso fino al 1939 quando, dopo una revisione della sua opera, ripresentò il brano al pubblico. Il motivo per cui pensò ad una riscrittura venne spiegato in una lettera a Nadia Boulanger: 
La prima esecuzione della versione definitiva avvenne il 9 dicembre 1940 presso la Salle Pleyel di Parigi.
Il Sestetto è stato dedicato a Georges Salles, all'epoca curatore del Louvre, che ospitò per un certo periodo Poulenc nella sua casa di Montmartre.

## Movimenti
Come la maggior parte delle composizioni da camera di Poulenc, anche il Sestetto è strutturato secondo l'alternanza veloce - lento - veloce:
1. Allegro vivace
2. Divertissement
3. Finale

## Organico
Il Sestetto è stato composto per pianoforte, flauto, oboe, clarinetto, fagotto e corno.